# Endurance
Pour les articles homonymes, voir Endurance (homonymie).
« Endurant » redirige ici. Pour l’article homophone, voir Andurand.
L'endurance est la capacité de maintenir dans le temps un certain niveau d'intensité exigée.
Scientifiquement, on définit l'endurance comme une aptitude à maintenir un effort d'une intensité relative donnée pendant une durée prolongée. Elle peut se quantifier par un taux de diminution de l'intensité relative de l'exercice au fur et à mesure qu'augmente la durée des épreuves.

## Philosophie
Pour Socrate, l'endurance était  une des trois vertus majeures[réf. nécessaire].

## Sport

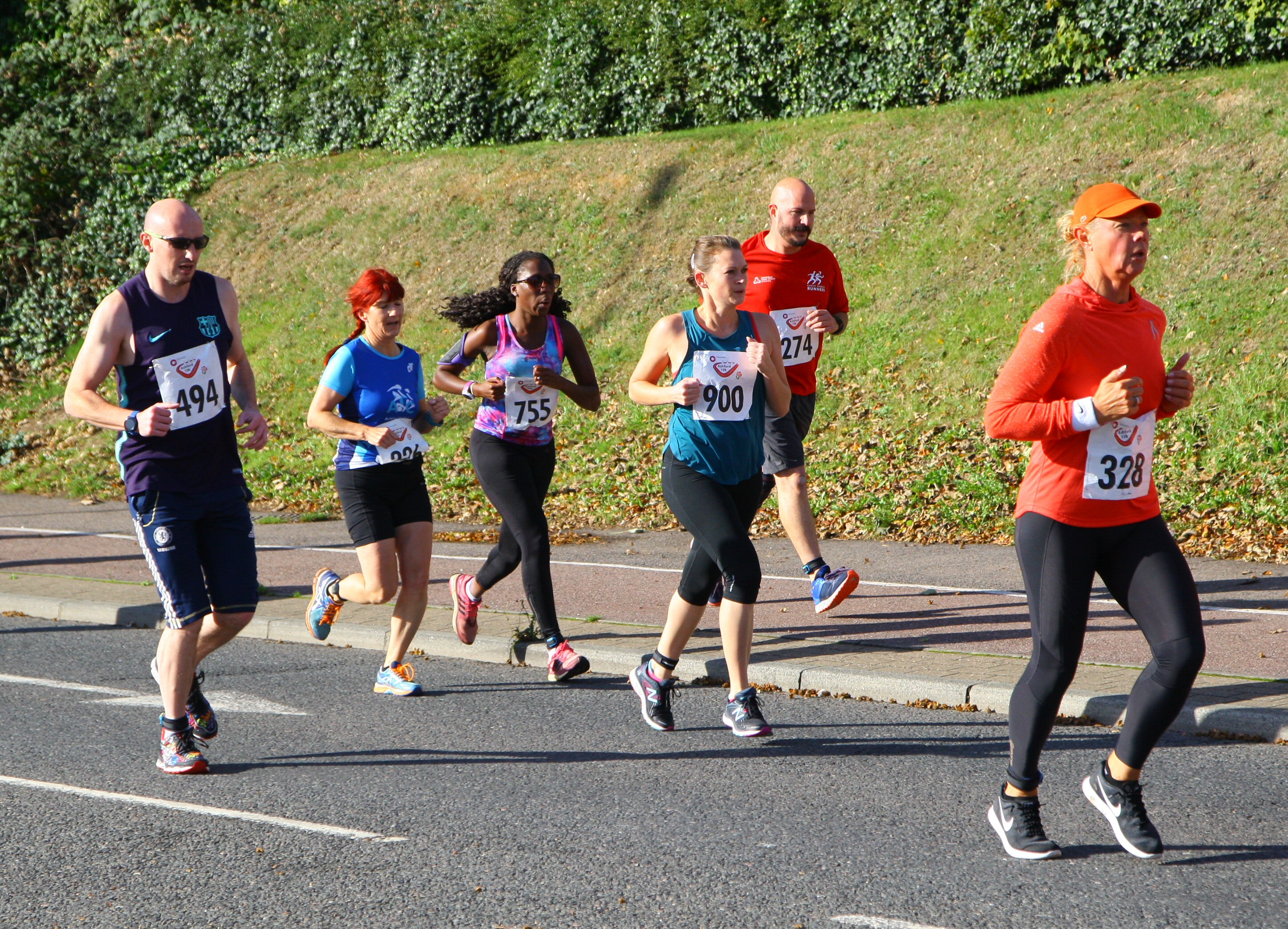
Course d'endurance

En sport, et de manière générale pour les efforts physiques, l'endurance physique fait intervenir les facteurs suivants :
- endurance cardiovasculaire et respiratoire : le cœur et la respiration doivent fournir un apport en oxygène suffisant pour maintenir l'intensité voulue ;
- endurance musculaire : le travail prolongé fait notamment intervenir les fibres musculaires de type 1 ;

- volonté, résistance morale à la fatigue.

On trouve également des épreuves d'endurance dans plusieurs disciplines sportives :

### Athlétisme
En athlétisme, l'endurance concerne les courses de fond (5 000 mètres, 10 000 mètres, semi-marathon, marathon) voire demi-fond (800 mètres et 1 500 mètres).

### Sport mécanique
En sport automobile ou motocycliste, l’endurance est une forme de compétition destinée à tester la régularité des véhicules dans un temps ou une distance donnée. L'épreuve d'endurance la plus connue sont les 24 Heures du Mans.

### Tests d'endurance
- Test de « Temps limite » : pour mesurer l'endurance, il est possible de mesurer le temps passé à un certain pourcentage de « VO2max » (la consommation maximale d'oxygène). On appelle ensuite cette valeur « Temps limite à x % VO2max ». Par exemple, quelqu'un qui a une vitesse maximale aérobie (VMA) de 20 km/h peut tester combien de temps il pourra courir à 90 % VMA, soit 18 km/h. Il y a  cependant quelques problèmes avec cette méthode : le test est très difficile au niveau mental et il faut connaître très exactement sa VMA. En revanche, cette méthode peut être assez utile pour se comparer à soi-même dans le temps, par exemple chaque année, faire un test de VMA, suivi d'un test de temps limite.
- Pour compenser la difficulté de ce test, le travail de recherche[1] d’un laboratoire du CNRS au sein du MIT, mené par Thorsten Emig, Guillaume Adam  et Matthew Mulligan, a mis en évidence une mesure du niveau d’endurance, à partir de résultats de courses. La VMA du coureur et son indice d’endurance peuvent être calculés à partir de deux résultats de courses sur des distances différentes. L’endurance longue distance (pour des courses entre environ 6 minutes et 4 à 5 heures d’effort) calculée représente la durée pendant laquelle un coureur peut courir 90% de sa VMA. Le calcul est le suivant : Endurance longue distance = durée pendant laquelle un coureur court à 90% de sa VMA / temps de soutien à VMA (que l’on peut fixer à 6min pour les coureurs sans référence sur piste). L’étude de milliers de coureurs a montré que l’endurance longue distance peut aller de 3 à 10. Si on a une endurance de 10, on peut courir 1h à 90% de sa VMA, ce qui est exceptionnel. Si on a une endurance de 3, on peut courir seulement 18 minutes à 90% de sa VMA[2].
- Nomogramme de Mercier : le nomogramme de Mercier est un outil efficace pour déterminer sa VO2max et son indice d'endurance à partir de résultats de course.  Il en existe des abaques[3].
- Indice d'endurance de Peronnet : il représente la définition mathématique de l'endurance consistant à calculer la pente de la relation entre l'intensité moyenne tenue en compétition et le logarithme naturel du temps de performance. Elle donne un indice allant de -2 (excellent) à -12 (très faible).

Voici des indices d'endurance[réf. nécessaire] de coureurs célèbres : 
- Paula Radcliffe : -4,85
- Emil Zátopek : -5,82
- Paul Tergat : -5,98
- Steve Prefontaine : -6,97